# Дикшяй
Дикшяй (лит. Dikšiai) — село в Литве, входит в состав Лёляйского староства Кельмеского района. По данным переписи населения 2011 года, население Дикшяя составляло 153 человека.

## География
Село расположено в центральной части района. Находится в 2 км к югу от районного центра, города Кельме. Расстояние до Лёляя составляет 7 км.

## Население
| 1902                           | 1923 | 1959 | 1970 | 1979 | 1989 | 2001 | 2011 |
| ------------------------------ | ---- | ---- | ---- | ---- | ---- | ---- | ---- |
| 44                             | 40   | 64   | 124  | 45   | 76   | 159  | 153  |
| Гистограмма динамики населения |      |      |      |      |      |      |      |